# Kiss Me Good-Bye
Kiss Me Good-Bye è il terzo singolo della cantante giapponese Angela Aki, ed è il tema di Final Fantasy XII, scritto da Angela Aki, composto da Nobuo Uematsu e arrangiato da Kenichiro Fukui. Il titolo della canzone non è in giapponese, infatti, la versione inclusa nel gioco è in inglese. Il singolo fu pubblicato il 5 marzo 2006.
Il 16 maggio 2006, Angela pubblicò una versione inglese del singolo, chiamata "Kiss Me Good-Bye [EP]" nel Nord America.

## Tracce
- 01 - Kiss Me Good-Bye (Japanese Version)
- 02 - Santa Fé
- 03 - Aoi Kage (青い影?,  Ombra Blu)(Cover della canzone "A Whiter Shade of Pale")
- 04 - Kiss Me Good-Bye (Featured in Final Fantasy XII)